# Gacko
Gacko (kyrilliska: Гацко) är en ort i kommunen Gacko i Serbiska republiken i sydöstra Bosnien och Hercegovina. Orten ligger cirka 62 kilometer sydost om Mostar, nära gränsen till Montenegro. Gacko hade 5 363 invånare vid folkräkningen år 2013.
Av invånarna i Gacko är 98,86 % serber, 0,32 % montenegriner, 0,24 % bosniaker och 0,24 % kroater (2013).

## Sport
Volleybollklubben ŽOK Gacko kommer från orten. De har vunnit mästerskapet för Serbiska republiken tre gånger och cupen för Bosnien och Hercegovina en gång.